# New York City FC II
El New York City FC II es un equipo de fútbol de los Estados Unidos que juega en la MLS Next Pro, la tercera división nacional.

## Historia
Fue fundado el 6 de diciembre de 2021 en Nueva York como el equipo filial del New York City FC, equipo que desde su fundación nunca había tenido equipo filial, y en su lugar tuvo convenios temporales con Wilmington Hammerheads y San Antonio FC
El equipo fue uno de los fundadores de la MLS Next Pro en la temporada 2022, siendo uno de los primeros en declarar su participación en la nueva liga.

## Jugadores

### Equipo 2024
- El equipo incluye jugadores del primer equipo, además de jugadores de las juveniles y a prueba.